# General Alvear (departement van Mendoza)
General Alvear (Mendoza) is een departement in de Argentijnse provincie Mendoza. Het departement (Spaans:  departamento) heeft een oppervlakte van 14.448 km² en telt 44.147 inwoners.

## Plaatsen in departement General Alvear
- Alvear Oeste
- Bowen
- General Alvear
- San Pedro del Atuel